# Karl-von-Edel-Hütte

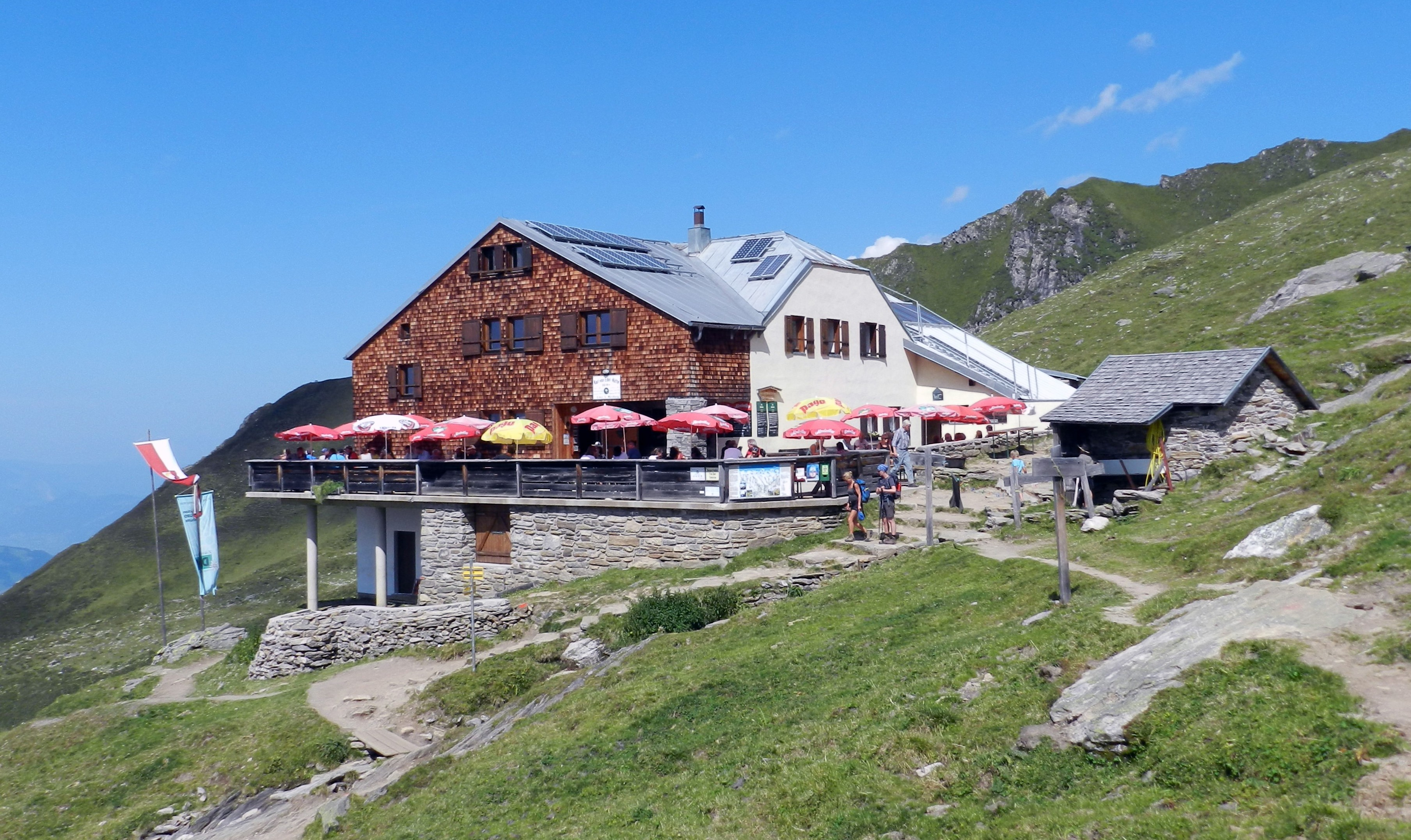
De Edelhütte

De Karl-von-Edel-Hütte, meestal Edelhütte genoemd, is een schuilhut op 2238 m hoogte. Het is het uitgangspunt voor vele bergwandelingen in de Zillertaler Alpen (Tirol, Oostenrijk). De hut is van midden juni tot eind september geopend.

## Route
De kortste route is vanaf het bergstation van de Ahornbahn, de Filzenalm (1955 m).

## Wandelmogelijkheden
- Ahornspitze (2973 m), wandeltijd: 3 uur
- Toreckenkopf (2470 m), wandeltijd: 30 minuten
- Popbergspitze (2889 m), wandeltijd: 3 uur
- Wilhelmer Höhe (2938 m), wandeltijd: 4 uur
- Mugler Höhe (2955 m), wandeltijd: 4 uur en 30 minuten
- Grundschartner Höhe (3064 m), wandeltijd: 5 uur en 30 minuten.